# Kurkuma
Kurkuma (lat. Curcuma longa) je višegodišnja zeljasta biljka koja potiče iz tropske južne Azije. Pripada familiji đumbira (Zingiberaceae) i upotrebljava se kao začin.
Kurkumin, supstanca izolovana iz kurkume, obeležena je kao prehrambeni aditiv znakom E100. Njena uloga je da zaštiti prehrambene produkte od Sunca. U kombinaciji sa E160b, kurkumin se koristi pri bojenju sira, jogurta, salata, nekih putera i margarina. Takođe se koristi da daje žutu boju pripremljenim senfovima, konzerviranoj piletini i drugoj jeftinijoj hrani.

## Sorte
Postoje dve dominantne sorte kurkume, madras i alepej. Alepej sorta se ističe po visokom sadržaju kurkumina i esencijalnih ulja, ključnih za njen pozitivan uticaj na zdravlje. Osim toga, alepej sorta se odlikuje prelepom jarko narandžastom bojom, intenzivnijim ukusom i mirisom u poređenju s prosečnom organskom kurkumom. Njena aroma podseća na svežu kurkumu, ima zemljanu notu i blage gorke tonove limuna i mente. Tekstura je takođe bogatija zbog većeg sadržaja kurkumina, ključnog sastojka koji joj daje ime, kao i esencijalnih ulja.

## Kozmetika
Kurkuma se nalazi u sastojcima nekih krema za sunčanje. 

## Spoljašnje veze
Mediji vezani za članak Kurkuma na Vikimedijinoj ostavi

1. ↑  „Curcuma longa L.”. Plants of the World Online, Kew Science, Kew Gardens, Royal Botanic Gardens, Kew, England. 2018. Приступљено 26. 3. 2018.